# Phaonia holcocerca
Phaonia holcocerca är en tvåvingeart som beskrevs av Feng och Ma 2000. Phaonia holcocerca ingår i släktet Phaonia och familjen husflugor.
Artens utbredningsområde är Sichuan (Kina). Inga underarter finns listade i Catalogue of Life.